# Thon Maker
Thon Marial Maker (* 25. Februar 1997 in Wau, Sudan, jetzt Südsudan) ist ein südsudanesisch-australischer Basketballspieler.

## Werdegang
Maker stammt wie die beiden ehemaligen NBA-Spieler Manute Bol und Luol Deng aus dem Volk der Dinka. Er wuchs während des südsudanesischen Sezessionskrieges auf, als ein Onkel für ihn im Alter von fünf Jahren zusammen mit seinem jüngeren Bruder und seiner Tante die Ausreise ins Nachbarland Uganda organisierte. Dort verbrachten sie ein Jahr, ehe ihnen als Bürgerkriegsflüchtlinge die Einreise nach Australien gewährt wurde, wo sie sich in Perth niederließen.
Im Alter von 14 Jahren wurde Maker, der als Kind bislang vorrangig Fußball gespielt hatte, von seinem Vetter Chier Maker Edward Smith, einem Basketballtrainer afroamerikanischer Abstammung, vorgestellt. Smith betrieb in Sydney ein Basketballausbildungsprogramm für Jugendliche und hatte zuvor bereits mit Ater Majok einen Schützling gehabt, den er mit einem ähnlichen Werdegang als sudanesischer Flüchtling an eine professionelle Basketballkarriere herangeführt hatte. Maker spielte in Sydney für den Verein St. George Basketball. Smith wurde Makers Erziehungsberechtigter und zog mit ihm nach Houston in den US-Bundesstaat Texas, als Maker 13 Jahre alt war. Anschließend besuchte Maker die Metairie Country Day School in Kenner im Bundesstaat Louisiana. Smith wurde Assistenztrainer in der Basketballmannschaft der Schule. Maker bestritt nur drei Spiele für die Mannschaft und wechselte Ende 2012 an die Carlisle School in den Bundesstaat Virginia. Seine dortigen sportlichen Leistungen beförderten Maker an die Spitze der Ranglisten der besten Spieler seines Jahrgangs in den Vereinigten Staaten.
Im September 2014 ging Maker an die Orangeville Prep School ins kanadische Orangeville (Ontario), nachdem sein Mentor Smith an einer nahegelegenen Akademie eine Stelle bekommen hatte. Im Februar 2015 kündigte Maker an, die Schule mit Ende des Schuljahrs verlassen zu wollen. Er wurde von mehreren namhaften Hochschulen der ersten NCAA-Division umworben, darunter die University of Kansas, die University of Kentucky und die Arizona State University. Im Sommer 2015 machte er diese Entscheidung rückgängig und verschob das Ende seiner Schulzeit wieder um ein Jahr auf ein reguläres Ende 2016.

### Profi-Laufbahn
Im April 2016 überraschte Maker mit der Ankündigung, sich für die NBA-Draft anmelden zu wollen, was seit einer Änderung der Regularien 2005 direkt nach dem Ende der Schulzeit nicht mehr möglich war. Tatsächlich beriefen sich Maker und seine Ratgeber darauf, dass Maker bereits 2015 einen Schulabschluss erworben habe und anschließend nur ein weiteres, freiwilliges Jahr an der kanadischen Schule verbracht habe. Somit umging Makers Mentor Edward Smith dessen Collegezeit, die für seinen früheren Schützling Ater Majok in Konflikten frühzeitig und wenig vielversprechend geendet hatte. Tatsächlich bestätigte die NBA Makers Teilnahmeberechtigung am Draftverfahren 2016, der dort an zehnter Position von den Milwaukee Bucks ausgewählt wurde, nachdem an erster Stelle mit Ben Simmons bereits ein weiterer Australier ausgewählt worden war. Maker wurde in Milwaukee den an ihn gebundenen hohen Erwartungen selten gerecht und erzielte für die Mannschaft im Schnitt 4,5 Punkte sowie 2,6 Rebounds je Begegnung.
Im Februar 2019 gab Milwaukee Maker im Rahmen eines Spielertauschs, der drei Mannschaften umfasste, an die Detroit Pistons ab. In Detroit sowie anschließend in Cleveland schaffte er wie zuvor in Milwaukee nicht den Durchbruch.
Im Sommer 2021 wechselte Maker zu Hapoel Jerusalem. Der Vertrag wurde Mitte Dezember 2022 aufgelöst, Maker hatte sich bei der Mannschaft nicht durchsetzen können. Im Januar 2022 verpflichteten ihn die Long Island Nets aus der NBA G-League. Im Sommer 2022 nahm er ein Angebot der Fujian Sturgeons aus der Volksrepublik China an. Ab Juni 2024 spielte Maker für die Mannschaft Al Riyadi im Libanon.
Im Vorfeld der Saison 2024/25 weilte er bei der NBA-Mannschaft Houston Rockets, wurde aber Mitte Oktober 2024 aus dem Aufgebot gestrichen. Maker wurde stattdessen Mitglied der Rio Grande Valley Vipers in der NBA G-League.

## Nationalmannschaft
2018 bestritt Maker sein erstes A-Länderspiel für Australien. In dem WM-Qualifikationsspiel erzielte er 13 Punkte und zwölf Rebounds.